# Правильна машина

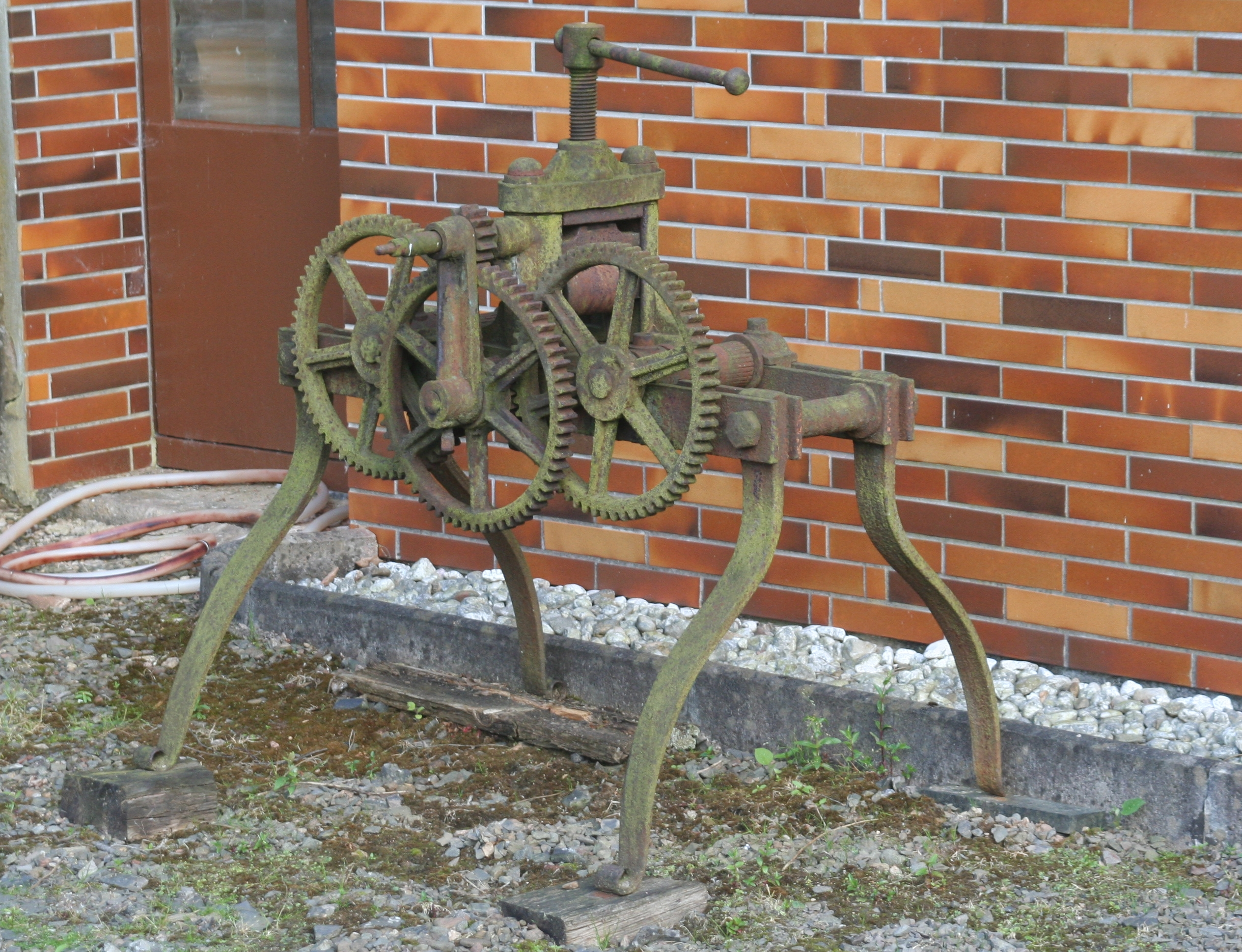
Роликовий механізм для випрямляння та радіусного гнуття труб

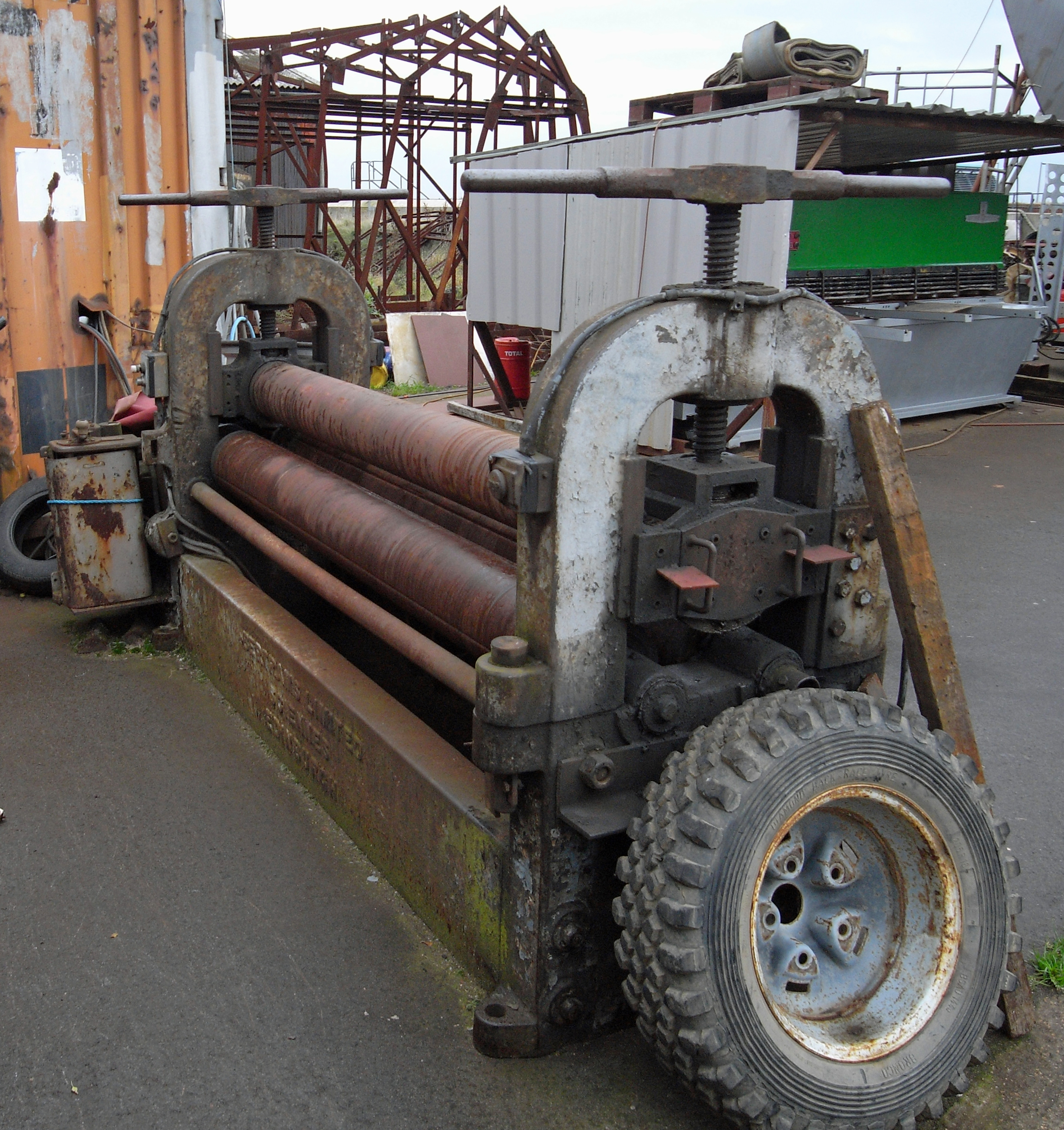
Тривалкова листоправильна машина для випрямляння та радіусного гнуття листів металу

Прави́льна маши́на — машина, на якій виправляють кривину металевих заготовок і виробів.

## Призначення
Використовують для проведення випрямляння у металообробці, що полягає в усуненні або зменшенні небажаної кривини металевих виробів прикладанням зовнішніх сил. Застосовуються при виробництві листів, труб, рейок, балок та інших виробів, отриманих вальцюванням; рідше при використанні прокату як сировини (в цехах металевих конструкцій, ковальських тощо). Іноді на правильних машинах виконують згинальні роботи.

## Класифікація
До найпоширеніших належать роликові правильні машини, де між верхніми і нижніми роликами, розташованими у шаховому порядку, обтискають та вирівнюють листовий (листоправильна машина) і сортовий прокат.
Є й інші види правильних машин:
- роторні, які застосовують для випрямляння з високою точністю і для усунення овальності труби, якщо вона не може обертатись навколо своєї осі (наприклад, при обробленні труб, змотаних у бухти);
- косовалкові, якими виправляють профілі круглого перерізу і труби. Вони мають одну або декілька обойм, що складаються з двох або трьох валків. Застосування тривалкових обойм дозволяє правити тонкостінні труби і забезпечує високу якість поверхні;
- розкруткові, за допомогою яких усувають скручування некруглих труб;
- розтяжні, де обробляють тонкі листи і штаби. При сталому прерізі по довжині одночасно можуть проводити поздовжнє випрямляння з розтягуванням (розкрутково-розтяжні машини);
- правильні преси застосовуються переважно для випрямлення великосортних профілів, рейок, труб великих розмірів.

## Листоправильна машина
Листоправильні машини застосовується в прокатному виробництві для вирівнювання поверхні листової сталі. Вони поділяються на роликові (валкові) і розтяжні. Роликові машини призначені для правки тонких і товстих листів в гарячому і холодному стані, а розтяжні — головним чином для правки в холодному стані тонких листів (сталевих та з кольорових металів), до якості яких висувають підвищені вимоги.
Процес випрямляння на роликових правильних машинах базується на пружно-пластичному знакозмінному згинанні листа приводними роликами, розташованими в робочій кліті в 2 ряди в шаховому порядку. Точність вирівнювання залежить від кроку роликів (великий крок не забезпечує необхідної точності), розмірів і кількості роликів (чим більше роликів, тим вищою є точність). Зазвичай число правильних роликів коливається в межах 7-23; більшість листоправильних машин мають, крім правильних, ще й опорні ролики. Швидкість випрямляння залежить від товщини листа і може становити 0,1…6 м/с.
Процес випрямляння на розтяжних листоправильних машинах базується на створенні в листовому матеріалі напружень, близьких до границі плинності, зусиллям розтягування. Розтяжна листоправильна машина складається зі станини, двох затискних головок, механізму пересування робочої головки і приводу. Поширення набули розтяжні листоправильні машини з гідравлічним приводом робочої головки.